# Loom
Loom (Telar en español) es un videojuego del tipo aventura gráfica lanzado por la compañía LucasFilm Games en el año 1990. Es el primer juego de una trilogía llamada La Trilogía de los Grandes Gremios, seguidos por Forge y por The Fold, y a su vez el cuarto juego que utiliza el motor SCUMM (Script Creation Utility for Maniac Mansion). El juego fue ideado por Brian Moriarty, un antiguo empleado de Infocom. Es el creador de algunas aventuras conversacionales como Wishbringer (1985), Trinity (1986) y Beyond Zork (1987).

## La historia
Nos encontramos en el año 8021. Bobbin Threadbare es un joven miembro del Gremio de Tejedores, quien, huérfano desde que nació, ha sido educado en las artes mágicas por la vieja hechicera Hetchel, aún sin tener el consentimiento de los Ancianos, sabios dirigentes del Gremio. Dicho gremio vive apartado del resto del mundo en una isla, debido al miedo y misterio que envuelve todo lo relacionado con su cultura y costumbres. 
Un buen día, concretamente el día de su decimoséptimo cumpleaños, los Ancianos convocan a Bobbin a una reunión extraordinaria, en la que el Consejo de sabios tejedores se pone en su contra y le ataca personalmente, difamándolo y acusándolo sin motivo. El joven tejedor se ve perdido, pero su anciana protectora, Hetchel, sale en su defensa. Por ello, habiendo contrariado al Consejo, los Ancianos la juzgan, desean someterla a prueba y la postran ante el Telar, una especie de altar mágico.
A partir de ese instante se sucederán una serie de acontecimientos que empujarán a Bobbin a emprender un viaje en el que recorrerá algunas de las tierras gobernadas por los distintos Gremios, cada uno con su propia cultura, normas y poderes mágicos para lograr enfrentarse al propio Caos y salvar de sus garras al Mundo o al menos a una parte del mismo...

## Personajes

### Gremio de los Tejedores
- Bobbin Threadbare: (8004-8021) Protagonista de la aventura, la historia comienza el día de su decimoséptimo cumpleaños. Es hijo de Lady Cygna Threadbare y del Telar, pero toda su vida ha sido cuidado por la anciana Hetchel, la cual le enseña a tejer a escondidas de los Ancianos. Gracias a sus viajes, consigue ser tan experto como el anciano Atropos. Divide el mundo (y a su vez el Telar) por la mitad, para dos cosas: Para que Caos no descubra los secretos del Telar, y para que una mitad del mundo, al menos, se salve de Caos.

- Lady Cygna Threadbare: (7983-8004) Madre de Bobbin, al cual saca del telar sin el consentimiento de los Ancianos, y es por ellos desterrada a la Costa Maravilla, convertida en un cisne. Tiene su tumba en la isla de Loom, en cuya lápida puede leerse el siguiente epitafio: "El destino sacará al relámpago del cielo; viajará su trueno lejos a través del mar, hasta donde espero sobre Costa Maravilla, en el día en que el cielo se abre y el árbol es partido en pedazos."

- Hetchel: (¿¿??-8021) La mejor amiga de Lady Cygna Threadbare. Quiere y protege mucho a Bobbin, por eso cuida de él en ausencia de su madre y le enseña a tejer hechizos.

- Anciano Atropos: (¿¿??-8021) Jefe de toda la isla de Loom, es el propietario del bastón con el que luego Bobbin recorre toda su aventura.

- Anciana Lachesis: (¿¿??-8021) Segundo jefe de la isla de Loom, junto a Atropos y Clothos.

- Anciana Clothos: (¿¿??-8021) Tercer jefe de la isla de Loom, junto a Atropos y Lachesis.

- Hada mensajera: (8021) Pequeña hada muy brillante tejida por los ancianos para convocar a Bobbin al inicio del juego.

### Gremio de los Cristaleros
- Maestro Crucible Goodmold: (¿¿??-8021) Trigésimo primero en el Gremio de los Cristaleros. Muere asesinado por Caos al tratar de evitar que este robe la guadaña que los cristaleros están afilando en el campanario.

- Flute: (¿¿??-8021) Afilador de la guadaña. Muere asesinado por Caos.

- Stopper: (¿¿??-8021) Segundo responsable del afilado de la guadaña. Al igual que Flute, muere cuando Caos se apodera de ella.

- Softshard: (¿¿??) Esposa de L. Bottelblow (ninguno de los dos aparece en ningún momento en el juego). Tiene su tumba en el cementerio del gremio de los Cristaleros.

### Gremio de los Pastores
- Fleece Firmflanks: (¿¿??) La primera elegida del Gremio de los Pastores. Se responsabiliza de la salvación de su Gremio, después de que Bobbin resucitara al resto del Gremio de los Pastores. En la supuesta tercera parte de la Trilogía de los Grandes Gremios, que se llamaría The Fold, sería la protagonista. También se sabe que durante el transcurso de The Fold se casaría con Rusty Nailbender.

### Gremio de los Herreros
- Rusty Nailbender: (¿¿??) Hijo del capataz de la Forja. Su misión en el gremio es recoger leña para mantener vivo el fuego. Muere devorado por el Dragón, después de que Bobbin le cambie la ropa mientras duerme para poder entrar en la Forja. Resucita gracias a un hechizo de Bobbin, y se prometen el uno al otro salvar sus Gremios. En la supuesta tercera parte de la Trilogía de los Grandes Gremios, que se llamaría The Fold, se sabe que se casa con Fleece Firmflanks.

- Guardián de la Forja: (¿¿??) Responsable de la seguridad de La Forja, vigilando que no entre ningún extraño.

- Stoke: (¿¿??) Encargado de alimentar el fuego de la Forja.

- Edgewise: (¿¿??) El mejor herrero de todo el Gremio.

- Foreman Nailbender: (¿¿??) Capataz de La Forja y padre de Rusty.

### Gremio de los Clérigos
- Obispo Mandible: (¿¿??-8021) Transúltimo Apóstol del Cónclave Antisecular de Clérigos. Pide a los pastores 100.000 ovejas, 10.000 espadas a los herreros y una bola de cristal a los cristaleros para predecir el futuro con mínimo 8 horas de antelación. Quiere tomar las Legiones de Muertos y formar un ejército para empezar una nueva Era. Su intento se ve frustrado y muere a manos de Caos.

- Cob: (¿¿??-8021) Asistente de Mandible, muere al mirar bajo la capucha de Bobbin.

### No adscritos a ningún Gremio
- Caos: (¿¿??) Quiere hacerse con el Telar para controlar el Diseño. No lo consigue, ya que Bobbin divide el mundo por la mitad cortándolo precisamente por el Telar.

- Dragón: (¿¿??) Es bastante mayor. Según le cuenta a Bobbin, no hace fuego desde la última vez que estuvo en celo, hace ya muchos siglos. Además, debido a su avanzada edad, el fuego le da bastante miedo.

## Jugabilidad
El juego se nos presenta como una aventura gráfica point & click, en el estilo de las otras aventuras producidas por LucasArts, creadas mediante el motor SCUMM, aunque con importantes diferencias en lo que respecta a la jugabilidad. Contaremos con pocos objetos que podamos utilizar, apenas un par de objetos en todo el juego, y pocas veces interaccionaremos directamente con objetos del entorno. Eso sí, utilizaremos el bastón mágico de Átropos para realizar todo tipo de hechizos (Nota: drafts en inglés. En la versión original los Tejedores utilizan una jerga propia de su gremio, nunca hablan de hechizos. Cada draft está compuesto de cuatro hilos que corresponden a cuatro notas musicales y diferentes colores) deberemos invocar reproduciendo diferentes series de notas musicales. Las series las aprenderemos durante la aventura, así como aumentaremos el número de notas musicales que podremos hacer con el bastón a medida que vayamos consiguiendo los diferentes objetivos que nos plantea el juego.
Nada más arrancar el juego se nos pide elegir un nivel de dificultad: Práctica, Estándar o Experto.
- Práctica: Este sería el modo de juego más simple ya que cada vez que un hechizo suena las notas del mismo aparecen en la pantalla.
- Estándar: El modo normal del juego, en él las notas no aparecen en la pantalla pero se iluminan en el bastón.
- Experto: Un auténtico reto y la necesidad de agudizar el oído al máximo ya que en este modo la única información recibida será el sonido de la nota.

Los 3 modos tienen en común que cuando suena una nota su color brilla en el bastón.

### Tejiendo Hechizos
Es curioso cómo en el libro vienen apuntados hechizos que uno no se va a encontrar durante el juego. Es posible que estuvieran pensado para que fueran descubiertos en alguna de las inacabadas secuelas. A la hora de "Tejer" un hechizo sobre algo, apuntaremos hacia ello y tocaremos siempre 4 notas musicales que vienen representadas en notación anglosajona. Cada nota musical lleva asociado aparte de su correspondiente tono un color.

## Gráficos y audio
Gráficamente, el juego se mueve en ambientaciones mágicas y diferentes de todo lo visto hasta entonces en el género. Tanto en el diseño de personajes y ambientaciones como en la paleta de colores del juego, es un título muy diferente de otras aventuras de la compañía LucasArts. Originalmente, utilizaba la paleta gráfica EGA, pero se realizó una versión posterior del juego con gráficos en VGA y una banda sonora mejorada. El apartado sonoro cuenta con fragmentos y variaciones del ballet El lago de los cisnes, del músico romántico ruso Piotr Ilich Chaikovski y crea, en general, una ambientación muy adecuada para el juego.

## Objetos
- El primero es el bastón del anciano Átropos, el cual sirve para interactuar con cualquier elemento durante el juego. Siempre que queramos abrir, cerrar, o incluso hacer desaparecer algo usaremos este bastón acompañado de su hechizo correspondiente.
- El segundo objeto es el libro de hechizos de Hetchel, el cual está representado en la realidad como "El Libro de los patrones" y acompañaba al juego en su caja original. En este libro vienen descritos los distintos hechizos que nos encontraremos en el juego, cada uno acompañado de un pequeño pentagrama en blanco para poderlo apuntar cuando se descubra.

Nota: Para respetar el camino natural del juego deberemos hacer uso del libro cuando lo encontremos realmente en el juego.

## Versiones
- Podemos encontrarnos con distintas versiones de LOOM para PC, de 16 colores en disquetes de 5.25 y 3.5. También existe un disquete extra que añade una obertura musical al juego y mejoras sonoras. Además de una reposición con voces y en 256 colores que actualmente se distribuye en CD y desde 2009 también se distribuye en línea mediante la plataforma de videojuegos Steam.
- También hay versiones para Amiga, Atari ST, TurboGrafx-CD y FM Towns.

## Hechizos
Los hechizos son parecidos a los clásicos hechizos de los juegos de aventuras, pero con la característica de que Bobbin los puede usar tanto como desee, siempre que posea su bastón.
Los hechizos toman la forma de secuencias de notas musicales en la escala de do mayor. Con la excepción de "transcendencia" y "abrir", la secuencia del hechizo cambia cada vez que el juego es jugado, y tienen que ser aprendidos como parte del juego. Bobbin inicialmente es capaz de tejer hechizos con las notas do, re y mi (llamados "nivel 3" en esta sección). A menudo Bobbin puede escuchar hechizos, pero no los puede repetir porque no tiene las notas necesarias. A medida que el juego progresa, más notas son añadidas hasta alcanzar la escala completa (llamada "nivel 8").
Bobbin aprende las secuencias de notas para los hechizos de maneras diferentes, como por ejemplo leyendo libros o escuchando a otros tejer. La secuencia de notas usada en el hechizo puede ser tocada a la inversa, y a menudo produce el efecto contrario al hechizo original.